# Roxy Music

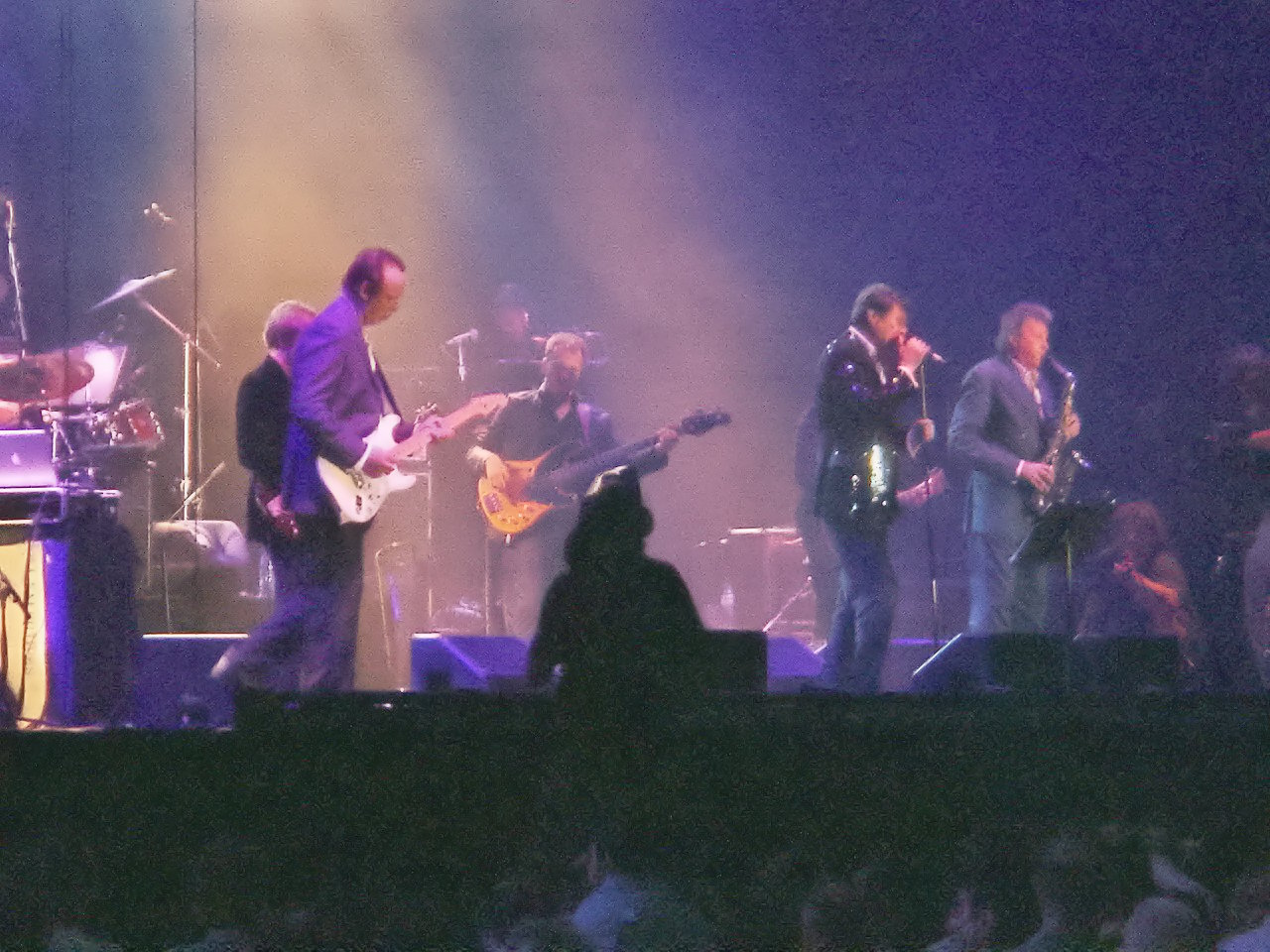
Roxy Music auf der Bühne während eines Konzertes in London, Juli 2006

Roxy Music ist eine einflussreiche britische Rockband, die zu den wichtigsten Vertretern des Art-Rock zählt und deren Stil den Weg für verschiedene aufkommende Musikrichtungen wie New Romantic oder New Wave ebnete.

## Geschichte

### Erste Phase
Roxy Music wurde 1971 von Bryan Ferry, Andy Mackay und Brian Eno in London gegründet. Nachdem die Urbesetzung um den Schlagzeuger Paul Thompson und Graham Simpson am Bass erweitert wurde, fanden Roxy Music im ehemaligen Mitglied der Band The Nice, David O’List, einen namhaften Gitarristen, der jedoch bereits wenige Monate später die Band nach Spannungen mit Thompson wieder verließ. Sein Nachfolger wurde Phil Manzanera, der Roxy Music zuvor bereits als Roadmanager unterstützt hatte. In dieser Besetzung wurde das erste Album, Roxy Music, produziert von Peter Sinfield, eingespielt, das im Juni 1972 erschien und in den britischen LP-Charts bereits Platz 10 erreichte. Eine erste Single, Virginia Plain, erreichte im August 1972 Rang 4. Rik Kenton hatte für die Aufnahmen zu dieser Single bereits Graham Simpson am Bass abgelöst, doch blieb dies auch seine einzige Veröffentlichung mit Roxy Music. Sein Nachfolger John Porter arbeitete mit der Band auf den folgenden Tonträgern, der Single Pyjamarama sowie dem Album For Your Pleasure. Musikalisch erweiterte die Band mit diesem Album ihre Rock-’n’-Roll-Nostalgie im Stile der amerikanischen Band Sha Na Na, die 1972 noch das eponyme erste Album gekennzeichnet hatte, bald um Einflüsse aus schmalzigem Canzone-Gesang, serieller Musik, Jazz, Kurt Weill und Velvet Underground zu einer überaus eigenwilligen Mischung.
Im Juni 1973 verließ Eno im Streit mit Ferry die Band und widmete sich fortan Soloprojekten. Sein Nachfolger wurde Eddie Jobson, der nicht nur Synthesizer und Keyboards spielte, sondern auch mit seinen Fähigkeiten an der Violine eine weitere Farbnote in die Musik der Band brachte. Mit Jobson sowie dem festen Studiobassisten John Gustafson entstanden die Alben Stranded (1973), Country Life (1974) und Siren mit dem Single-Hit Love Is the Drug, der Platz 2 der britischen Charts erreichte (1975). Sie waren nach Ansicht der Autoren des Rocklexikons melodisch weniger innovativ als die Vorgängeralben, sondern funktionierten eher als musikalische Vehikel für Ferrys Lyrik und seinen manierierten, teils rezitativen, teils Stakkato-artigen Gesang. Ingeborg Schober bescheinigte Roxy Music dagegen, sie mache weiterhin „äußerst differenzierte Musik für Leute, die sich an Feinheiten, Details und Details von Details erfreuen können“. 1975 konstatierte die deutsche Musikzeitschrift Sounds dann aber, die Band habe ihre innovative Kraft verloren: „Roxy Music sind nicht mehr neu.“

### Interim und zweite Phase
Nach der Veröffentlichung des Albums Siren 1975 entstand jahrelang kein neues Studioalbum. Lediglich das Livealbum Viva! Roxy Music, das Konzertaufnahmen aus den Jahren 1973 bis 1975 vereint, kam 1976 auf den Markt. In einem am 19. Juni 1976 im New Musical Express veröffentlichten Interview verkündete Bryan Ferry schließlich die Beendigung der Zusammenarbeit von Roxy Music aufgrund musikalischer Differenzen.  Das Rocklexikon verweist in diesem Zusammenhang auf den fehlenden Erfolg der Band auf dem lukrativen amerikanischen Markt: Das Album Siren etwa erreichte 1975 nur Platz 30 in den US-Charts.
In der Folgezeit veröffentlichte Bryan Ferry drei Soloalben, mit denen er verstärkt auch in den USA Fuß zu fassen suchte. Phil Manzanera hatte bereits 1975 mit seiner ehemaligen Band Quiet Sun das Album Mainstream eingespielt und gründete mit 801 eine neue Formation, zu der anfänglich auch Ex-Kollege Brian Eno gehörte. Als Solist bzw. mit Unterstützung von 801 spielte Manzanera vier Alben (Diamond Head, 801 Live, Listen Now, K-Scope) ein. Andy Mackay wurde Produzent der britischen Fernsehserie Rock Follies, die 1976 und 1977 zwei kommerziell erfolgreiche LPs abwarf. 1978 bereiste Mackay die Volksrepublik China und veröffentlichte nach Beendigung dieser Reise das Album Resolving Contradictions.
Ende 1978 trafen sich Ferry, Manzanera und Mackay in den Basing Street Studios in London, um ein neues Album aufzunehmen. Mittlerweile hatte sich in Großbritannien der populärmusikalische Zeitgeist gedreht. Nach dem Aufkommen von Disco, Punk und New Wave entstanden um 1979 in Großbritannien Bands in Opposition zur Punk-Bewegung, die Musik machen wollten, wie sie Roxy Music schon ein halbes Jahrzehnt zuvor produziert hatten. New-Romantic- oder New-Wave-Bands wie Spandau Ballet, The Human League, aber auch Visage oder Blondie erklärten in Interviews immer wieder, Roxy Music sei ihr musikalisches und popkulturelles Vorbild.
Die neue Besetzung von Roxy Music Ende 1978 bestand aus Ferry (Gesang), Manzanera (Gitarre), Mackay (Saxophon), Paul Thompson (Schlagzeug), Paul Carrack (Keyboards), Gary Tibbs und Alan Spenner (beide Bass). Im Frühjahr 1979 erschien das sechste Studio-Album Manifesto, das es in den US-Charts auf Platz 23 schaffte. Die beiden nachfolgenden Alben Flesh and Blood (1980) und Avalon (1982) waren kommerziell überaus erfolgreich und trugen dazu bei, ihren Ruf als stilprägende Band zu festigen. Ihnen folgten noch erfolgreiche Tourneen. Musikalisch verzichtete Roxy Music auf die Bizarrerien der ersten Phase und lieferte stattdessen unterkühlte, perfekt produzierte Popsongs von hoher Diskotheken-Tauglichkeit.
1981 gelang der Band mit der anlässlich des Todes von John Lennon eingespielten Coverversion von Jealous Guy ihre einzige Platz-eins-Notierung in den britischen Charts.
Nach Abschluss der letzten Tour durch die USA löste Bryan Ferry die Band Ende Mai 1983 ein weiteres Mal auf.

### Dritte Phase
Nach fast 20 Jahren kam es 2001 zur Wiedervereinigung von Ferry, Manzanera, Mackay und Thompson. Verstärkt durch Gastmusiker wie den Gitarristen Chris Spedding, der mit Ferry bereits in den Jahren 1976/77 zusammengearbeitet hatte, gingen Roxy Music auf Welttournee. Dabei kam es im Juli 2005 auch zu einem Auftritt im Rahmen von Live 8.
Roxy Music machen Musik „um der Musik willen“ („music for the sake of music“), wie Ferry in einem Interview erklärte. Für ein lange erwartetes neues Studioalbum, das sich in Vorbereitung befindet, wurden, laut Phil Manzanera bis 2008, bereits 18 Titel eingespielt. Daran ist nach den allerersten Alben erstmals auch wieder Brian Eno beteiligt.
Das Lied Love Is the Drug vom Album Siren (1975) wurde 2010 in dem Film Love and other Drugs – Nebenwirkung inklusive (mit Jake Gyllenhaal und Anne Hathaway in den Hauptrollen) verwendet. Eine Coverversion kommt im Film Sucker Punch vor.

## Stil
Anders als andere Rockbands ihrer Ära legten Roxy Music von vornherein großen Wert auf Ästhetik und Stil und waren damit dem allgemeinen Zeitgeist etwa zehn Jahre voraus. Namentlich in den Anfangsjahren führten die Bandmitglieder bei ihren Glam-Rock-Auftritten „in Leder, Seide, Goldlamé und Federn gekleidet, mit Geschmeide behängt, teilweise karmesinrot oder silberblond gefärbt […] eine abgefeimte Transvestitenshow auf“. Auch bei späteren Auftritten nutzte Ferry etwa mit einer angedeuteten Nazi-Uniform „Accessoires aus der Abseite“.
Diese Form der Ästhetisierung wurde später im New Wave aufgegriffen, weshalb Roxy Music als die klassische Proto-New-Wave-Band gilt, auf die nachfolgende Künstler immer wieder Bezug nahmen. So besteht beispielsweise die Gruppe Duran Duran darauf, ihr größtes musikalisches Vorbild sei Roxy Music gewesen. Das Innencover des Duran-Duran-Albums Astronaut (2004) ist eine Hommage an Roxy Music, erkennbar am Foto, auf dem die Bandmitglieder sich so ablichten ließen wie dreißig Jahre zuvor Roxy Music auf For Your Pleasure. Auf beiden Fotos stehen die Bandmitglieder in ähnlicher Weise mit Gitarre in der Hand nebeneinander. Auch die Band Scissor Sisters ließ sich Anfang 2006 in ähnlicher Pose fotografieren und komponierte danach mit Roxy Music einige bislang unveröffentlichte Stücke. Götz Alsmann behauptet, die Tolle, die er seit seinem 15. Lebensjahr trägt, sei durch die Frisuren inspiriert worden, die Bryan Ferry und Andy Mackay auf den Fotos im Innencover des ersten Albums Roxy Music trugen.

## Umstrittene Plattencover
Bis auf die Alben Manifesto und Avalon zeigen die Plattencover von Roxy Music Frauen in Unterwäsche oder mit tief ausgeschnittenen Kleidern. Auf For Your Pleasure posiert Amanda Lear mit einem schwarzen, gezeichneten Panther. 
Für einen Skandal sorgte 1974 das Cover des Albums Country Life: Es zeigte zwei Frauen in durchsichtiger Reizwäsche. Wegen der Durchsichtigkeit der Kleidung, bei der die Schamhaare der Models zu erahnen sind, durfte das Album in Irland nicht mit Originalcover in die Plattenläden gestellt werden. Auch in den Niederlanden, in Spanien und den USA wurde das Album zensiert. Feministinnen warfen Roxy Music „Sexismus“ und „Verwendung des weiblichen Körpers als Ware“ vor.
Für das Album Siren von 1975 posierte Jerry Hall als blau angemalte Nixe. Nach der Fotosession für Siren wurde Hall für zwei Jahre Ferrys Lebensgefährtin. 
Die Band ist auf keinem Cover der Studioalben abgebildet, sondern nur innen oder der Rückseite. Layout und künstlerische Gestaltung der Albumhüllen gelten als wegweisende Designs für die Ära des New Wave.

## Diskografie

### Alben
| Jahr | Titel                                        | Höchstplatzierung, Gesamtwochen, AuszeichnungChartplatzierungen (Jahr, Titel, Platzierungen, Wochen, Auszeichnungen, Anmerkungen) | Höchstplatzierung, Gesamtwochen, AuszeichnungChartplatzierungen (Jahr, Titel, Platzierungen, Wochen, Auszeichnungen, Anmerkungen) | Höchstplatzierung, Gesamtwochen, AuszeichnungChartplatzierungen (Jahr, Titel, Platzierungen, Wochen, Auszeichnungen, Anmerkungen) | Höchstplatzierung, Gesamtwochen, AuszeichnungChartplatzierungen (Jahr, Titel, Platzierungen, Wochen, Auszeichnungen, Anmerkungen) | Höchstplatzierung, Gesamtwochen, AuszeichnungChartplatzierungen (Jahr, Titel, Platzierungen, Wochen, Auszeichnungen, Anmerkungen) | Anmerkungen                                                                                       |
| Jahr | Titel                                        | DE | AT | CH | UK | US | Anmerkungen                                                                                       |
| ---- | -------------------------------------------- | --- | --- | --- | --- | --- | ------------------------------------------------------------------------------------------------- |
| 1972 | Roxy Music                                   | — | — | — | UK10 Gold · (16 Wo.)UK | — | Erstveröffentlichung: 16. Juni 1972                                                               |
| 1973 | For Your Pleasure                            | DE28 (12 Wo.)DE | AT9 (4 Wo.)AT | — | UK4 Gold · (27 Wo.)UK | US193 (2 Wo.)US | Erstveröffentlichung: 23. März 1973 Platz 396 der Rolling-Stone-500                               |
| 1973 | Stranded                                     | DE39 (8 Wo.)DE | — | — | UK1 Gold · (17 Wo.)UK | US186 (4 Wo.)US | Erstveröffentlichung: 1. November 1973                                                            |
| 1974 | Country Life                                 | DE38 (4 Wo.)DE | AT10 (4 Wo.)AT | — | UK3 Gold · (10 Wo.)UK | US37 (15 Wo.)US | Erstveröffentlichung: 15. November 1974 Platz 387 der Rolling-Stone-500                           |
| 1975 | Siren                                        | — | — | — | UK4 Gold · (17 Wo.)UK | US50 (20 Wo.)US | Erstveröffentlichung: 24. Oktober 1975 Platz 371 der Rolling-Stone-500                            |
| 1976 | Viva! Roxy Music – The Live Roxy Music Album | DE48 (4 Wo.)DE | — | — | UK6 Silber · (12 Wo.)UK | US81 (7 Wo.)US | Erstveröffentlichung: 16. Juli 1976 Livealbum                                                     |
| 1979 | Manifesto                                    | DE37 (1 Wo.)DE | AT25 (4 Wo.)AT | — | UK7 Gold · (34 Wo.)UK | US23 (16 Wo.)US | Erstveröffentlichung: 1. März 1979                                                                |
| 1980 | Flesh + Blood                                | DE6 Gold · (65 Wo.)DE | AT15 (6 Wo.)AT | — | UK1 Platin · (60 Wo.)UK | US35 (19 Wo.)US | Erstveröffentlichung: 23. Mai 1980                                                                |
| 1982 | Avalon                                       | DE4 Gold · (32 Wo.)DE | AT5 (14 Wo.)AT | — | UK1 Platin · (57 Wo.)UK | US53 Platin · (27 Wo.)US | Erstveröffentlichung: 28. Mai 1982 Platz 307 der Rolling-Stone-500                                |
| 1983 | The High Road                                | DE25 (7 Wo.)DE | — | — | UK27 (7 Wo.)UK | US67 (22 Wo.)US | Erstveröffentlichung: März 1983 EP mit vier Titeln, live aufgenommen im Apollo Theatre in Glasgow |
| 2003 | Live                                         | DE100 (1 Wo.)DE | — | — | — | — | Erstveröffentlichung: 2. Juni 2003                                                                |

grau schraffiert: keine Chartdaten aus diesem Jahr verfügbar
Weitere Alben
- 1974: Live im Musikladen Radio Bremen (2001 auf DVD erschienen)
- 1985: The King Biscuit Flower Hour (mit Graham Parker und Simple Minds)
- 1990: Heart Still Beating
- 1997: Psalm
- 1998: Concert Classics
- 2001: Vintage
- 2001: Live at the Apollo (CD und DVD, erschienen 2002)

### Kompilationen
| Jahr | Titel                          | Höchstplatzierung, Gesamtwochen, AuszeichnungChartplatzierungen (Jahr, Titel, Platzierungen, Wochen, Auszeichnungen, Anmerkungen) | Höchstplatzierung, Gesamtwochen, AuszeichnungChartplatzierungen (Jahr, Titel, Platzierungen, Wochen, Auszeichnungen, Anmerkungen) | Höchstplatzierung, Gesamtwochen, AuszeichnungChartplatzierungen (Jahr, Titel, Platzierungen, Wochen, Auszeichnungen, Anmerkungen) | Höchstplatzierung, Gesamtwochen, AuszeichnungChartplatzierungen (Jahr, Titel, Platzierungen, Wochen, Auszeichnungen, Anmerkungen) | Höchstplatzierung, Gesamtwochen, AuszeichnungChartplatzierungen (Jahr, Titel, Platzierungen, Wochen, Auszeichnungen, Anmerkungen) | Anmerkungen                                                         |
| Jahr | Titel                          | DE | AT | CH | UK | US | Anmerkungen                                                         |
| ---- | ------------------------------ | --- | --- | --- | --- | --- | ------------------------------------------------------------------- |
| 1977 | Greatest Hits                  | — | — | — | UK20 Gold · (11 Wo.)UK | — | Erstveröffentlichung: November 1977                                 |
| 1983 | The Atlantic Years 1973–1980   | DE62 (1 Wo.)DE | — | — | UK23 Gold · (25 Wo.)UK | US183 (6 Wo.)US | Erstveröffentlichung: November 1983                                 |
| 1986 | Street Life: 20 Great Hits     | DE14 (11 Wo.)DE | AT23 (2 Wo.)AT | CH12 (6 Wo.)CH | UK1 Platin · (77 Wo.)UK | US100 (11 Wo.)US | Erstveröffentlichung: 14. April 1986 als Bryan Ferry & Roxy Music   |
| 1988 | The Ultimate Collection        | DE43 (11 Wo.)DE | — | — | UK6 ×3Dreifachplatin · (37 Wo.)UK                                                                                                 | — | Erstveröffentlichung: 7. November 1988 als Bryan Ferry & Roxy Music |
| 1995 | More Than This – The Best of   | DE91 (3 Wo.)DE | — | — | UK15 Platin · (20 Wo.)UK | — | als Bryan Ferry & Roxy Music                                        |
| 2001 | The Best of Roxy Music         | DE19 (12 Wo.)DE | AT27 (7 Wo.)AT | CH35 (6 Wo.)CH | UK12 Platin · (8 Wo.)UK | — | Erstveröffentlichung: 8. Juni 2001                                  |
| 2004 | The Platinum Collection        | — | — | — | UK17 Gold · (5 Wo.)UK | — | Erstveröffentlichung: 24. August 2004 als Bryan Ferry & Roxy Music  |
| 2012 | The Complete Studio Recordings | DE20 (2 Wo.)DE | — | — | — | — | Erstveröffentlichung: 6. August 2012 Box mit 10 CDs                 |

grau schraffiert: keine Chartdaten aus diesem Jahr verfügbar
Weitere Kompilationen
- 1981: The First 7 Albums (Box, 7 LPs)
- 1982: Roxy Music
- 1983: Musique 1972–1983
- 1989: The Early Years (4 CDs)
- 1989: The Later Years (4 CDs)
- 1992: Collectors’ Edition (Box, 3 CDs)
- 1995: The Thrill of It All (Box, 4 CDs)
- 1997: Tokyo Joe – The Best of Bryan Ferry & Roxy Music
- 1998: The Greatest
- 2000: Slave to Love: The Very Best of the Ballads
- 2002: Reflection (2 CDs)
- 2002: Ladytron
- 2003: Roxy Music / For Your Pleasure
- 2004: The Collection
- 2009: 12 of Their Greatest Hits
- 2011: Essential (UK: Gold)
- 2011: Avalon / Siren
- 2012: 5 Album Set (5 CDs)

### Singles
| Jahr | Titel Album                                                 | Höchstplatzierung, Gesamtwochen, AuszeichnungChartplatzierungen (Jahr, Titel, Album, Platzierungen, Wochen, Auszeichnungen, Anmerkungen) | Höchstplatzierung, Gesamtwochen, AuszeichnungChartplatzierungen (Jahr, Titel, Album, Platzierungen, Wochen, Auszeichnungen, Anmerkungen) | Höchstplatzierung, Gesamtwochen, AuszeichnungChartplatzierungen (Jahr, Titel, Album, Platzierungen, Wochen, Auszeichnungen, Anmerkungen) | Höchstplatzierung, Gesamtwochen, AuszeichnungChartplatzierungen (Jahr, Titel, Album, Platzierungen, Wochen, Auszeichnungen, Anmerkungen) | Höchstplatzierung, Gesamtwochen, AuszeichnungChartplatzierungen (Jahr, Titel, Album, Platzierungen, Wochen, Auszeichnungen, Anmerkungen) | Anmerkungen                            |
| Jahr | Titel Album                                                 | DE | AT | CH | UK | US | Anmerkungen                            |
| ---- | ----------------------------------------------------------- | --- | --- | --- | --- | --- | -------------------------------------- |
| 1972 | Virginia Plain Roxy Music (US-Version)                      | DE20 (9 Wo.)DE | AT16 (4 Wo.)AT | — | UK4 (18 Wo.)UK | — | Erstveröffentlichung: 4. August 1972   |
| 1973 | Pyjamarama Greatest Hits                                    | — | — | — | UK10 (12 Wo.)UK | — | Erstveröffentlichung: 23. März 1973    |
| 1973 | Do the Strand For Your Pleasure                             | DE41 (5 Wo.)DE | — | — | — | — | Erstveröffentlichung: Juni 1973        |
| 1973 | Street Life Stranded                                        | DE40 (6 Wo.)DE | — | — | UK9 (12 Wo.)UK | — | Erstveröffentlichung: November 1973    |
| 1974 | All I Want Is You Country Life                              | — | — | — | UK12 (8 Wo.)UK | — | Erstveröffentlichung: Oktober 1974     |
| 1975 | Love Is the Drug Siren                                      | DE39 (3 Wo.)DE | — | — | UK2 Silber · (12 Wo.)UK | US30 (14 Wo.)US | Erstveröffentlichung: 10. Oktober 1975 |
| 1975 | Both Ends Burning Siren                                     | — | — | — | UK25 (7 Wo.)UK | — | Erstveröffentlichung: Dezember 1975    |
| 1979 | Trash Manifesto                                             | — | — | — | UK40 (6 Wo.)UK | — | Erstveröffentlichung: 9. Februar 1979  |
| 1979 | Dance Away Manifesto                                        | DE30 (12 Wo.)DE | — | — | UK2 Gold · (14 Wo.)UK | US44 (9 Wo.)US | Erstveröffentlichung: 13. April 1979   |
| 1979 | Angel Eyes Manifesto                                        | — | — | — | UK4 Silber · (11 Wo.)UK | — | Erstveröffentlichung: 10. August 1979  |
| 1980 | Over You Flesh + Blood                                      | DE31 (15 Wo.)DE | — | — | UK5 Silber · (9 Wo.)UK | US80 (4 Wo.)US | Erstveröffentlichung: 16. Mai 1980     |
| 1980 | Oh Yeah (There’s a Band Playing On The Radio) Flesh + Blood | DE14 (20 Wo.)DE | — | — | UK5 (8 Wo.)UK | — | Erstveröffentlichung: 1. August 1980   |
| 1980 | The Same Old Scene Flesh + Blood                            | — | — | — | UK12 (7 Wo.)UK | — | Erstveröffentlichung: 7. November 1980 |
| 1981 | Jealous Guy The High Road                                   | DE19 (22 Wo.)DE | AT6 (14 Wo.)AT | CH4 (9 Wo.)CH | UK1 Gold · (11 Wo.)UK | — |                                        |
| 1982 | More Than This Avalon                                       | DE24 (17 Wo.)DE | — | CH6 (9 Wo.)CH | UK6 Gold · (8 Wo.)UK | — | Erstveröffentlichung: März 1982        |
| 1982 | Avalon                                                      | DE45 (11 Wo.)DE | — | CH65 (1 Wo.)CH | UK13 Silber · (6 Wo.)UK | — | Erstveröffentlichung: Juni 1982        |
| 1982 | Take a Chance with Me Avalon                                | DE68 (2 Wo.)DE | — | — | UK26 (6 Wo.)UK | — | Erstveröffentlichung: September 1982   |
| 1990 | Love Is a Drug (Live) Heart Still Beating                   | — | — | — | UK87 (2 Wo.)UK | — |                                        |

grau schraffiert: keine Chartdaten aus diesem Jahr verfügbar
Weitere Singles
- 1974: The Thrill of It All (Promo)
- 1977: Virginia Plain
- 1980: In the Midnight Hour
- 1983: The High Road
- 1988: Let’s Stick Together (Bryan Ferry und Roxy Music)
- 1989: The Price of Love (Bryan Ferry und Roxy Music)
- 2006: Remix #01 (2× 12inch-Vinyl)
- 2007: Remix #02 (1× 12inch-Vinyl)
- 2007: Remix #03 (1× 12inch-Vinyl)
- 2010: Glam! The Photography of Mick Rock (Box mit 7inch-Single und 128-Seiten-Fotobuch)
- 2010: Remixes (Blue) (4 mp3-Files)

### Videoalben
| Jahr | Titel         | Höchstplatzierung, Gesamtwochen, AuszeichnungChartplatzierungen (Jahr, Titel, Platzierungen, Wochen, Auszeichnungen, Anmerkungen) | Höchstplatzierung, Gesamtwochen, AuszeichnungChartplatzierungen (Jahr, Titel, Platzierungen, Wochen, Auszeichnungen, Anmerkungen) | Höchstplatzierung, Gesamtwochen, AuszeichnungChartplatzierungen (Jahr, Titel, Platzierungen, Wochen, Auszeichnungen, Anmerkungen) | Höchstplatzierung, Gesamtwochen, AuszeichnungChartplatzierungen (Jahr, Titel, Platzierungen, Wochen, Auszeichnungen, Anmerkungen) | Höchstplatzierung, Gesamtwochen, AuszeichnungChartplatzierungen (Jahr, Titel, Platzierungen, Wochen, Auszeichnungen, Anmerkungen) | Anmerkungen                   |
| Jahr | Titel         | DE | AT | CH | UK | US | Anmerkungen                   |
| ---- | ------------- | --- | --- | --- | --- | --- | ----------------------------- |
| 2004 | The High Road | — | — | — | UK48 (1 Wo.)UK | — | Charteinstieg in UK erst 2019 |

## Auszeichnungen für Musikverkäufe
| Goldene Schallplatte - Australien - 1980: für das Album Flesh + Blood - Belgien - 1980: für das Album Flesh + Blood - 2007: für das Album The Best of Roxy Music - Frankreich - 1982: für das Album Flesh + Blood - 1983: für das Album Avalon - Neuseeland - 1989: für das Album The Ultimate Collection - 1995: für das Album More Than This – The Best Of - Niederlande - 1979: für das Album Manifesto - 1980: für das Album Flesh + Blood - Spanien - 1982: für das Album Avalon | Platin-Schallplatte - Australien - 1982: für das Album Avalon - Kanada - 1982: für das Album Avalon - Neuseeland - 1979: für das Album Manifesto - 1981: für das Album Flesh + Blood - 1982: für das Album Avalon - 1986: für das Album Street Life: 20 Great Hits - Niederlande - 1982: für das Album Avalon |

Anmerkung: Auszeichnungen in Ländern aus den Charttabellen bzw. Chartboxen sind in ebendiesen zu finden.
| Land/RegionAuszeichnungen für Musikverkäufe (Land/Region, Auszeichnungen, Verkäufe, Quellen) | Silber     | Gold       | Platin       | Verkäufe  | Quellen                   |
| -------------------------------------------------------------------------------------------- | ---------- | ---------- | ------------ | --------- | ------------------------- |
| Australien (ARIA)                                                                            | —          | Gold1      | Platin1      | 70.000    | Einzelnachweise           |
| Belgien (BRMA)                                                                               | —          | 2× Gold2   | —            | 50.000    | ultratop.be               |
| Deutschland (BVMI)                                                                           | —          | 2× Gold2   | —            | 500.000   | musikindustrie.de         |
| Frankreich (SNEP)                                                                            | —          | 2× Gold2   | —            | 200.000   | infodisc.fr               |
| Kanada (MC)                                                                                  | —          | —          | Platin1      | 100.000   | musiccanada.com           |
| Neuseeland (RMNZ)                                                                            | —          | 2× Gold2   | 4× Platin4   | 97.500    | aotearoamusiccharts.co.nz |
| Niederlande (NVPI)                                                                           | —          | 2× Gold2   | Platin1      | 200.000   | nvpi.nl                   |
| Spanien (Promusicae)                                                                         | —          | Gold1      | —            | 50.000    | mediafire.com             |
| Vereinigte Staaten (RIAA)                                                                    | —          | —          | Platin1      | 1.000.000 | riaa.com                  |
| Vereinigtes Königreich (BPI)                                                                 | 5× Silber5 | 13× Gold13 | 8× Platin8   | 5.860.000 | bpi.co.uk                 |
| Insgesamt                                                                                    | 5× Silber5 | 25× Gold25 | 16× Platin16 |           |                           |